# Slobodan Milošević
Slobodan Milošević (en alfabet serbi ciríl·lic Слободан Милошевић) ( ? i  escolteu-ne la pronunciació en serbi) (Požarevac, Sèrbia, 20 d'agost de 1941 - La Haia, Països Baixos, 11 de març de 2006). Polític serbi que fou President de Sèrbia (1989-1997) i de Iugoslàvia (1997-2000), conegut com El carnisser dels Balcans per la seva responsabilitat en les guerres dels Balcans dels anys noranta. Fou acusat de crims contra la humanitat pel Tribunal Penal Internacional per a l'antiga Iugoslàvia i jutjat a La Haia, però la seva mort sobtada l'any 2006 va impedir finalitzar el procés.

## Joventut
Fill d'un teòleg i una mestra, el 1959 va ingressar a la Lliga dels Comunistes de Iugoslàvia, iniciant aquell mateix any els seus estudis en Dret a la Universitat de Belgrad. Quan tenia 21 anys, el seu pare es va suïcidar d'un tret, acció que repetiria la seva mare penjant-se el 1974. Es va llicenciar el 1964, i el 1968 va entrar a treballar a Technogas, empresa energètica estatal de la que acabaria sent director general el 1973. El 1978 esdevenia director general del Beogradska Banka.

## Carrera política
Després de la mort de Tito, Milošević va abandonar els seus càrrecs empresarials i va iniciar la seva trajectòria política. Amb el suport del seu amic i mentor Ivan Stambolić, el 1982 esdevenia membre del Presidium de la Liga dels Comunistes Serbis, i el 1984 va ser nomenat President del Comitè Municipal del partit a Belgrad. El 28 de maig de 1986 va substituir Stambolić com a cap del Presidium, i tres anys més tard era elegit President de la República Sèrbia de Iugoslavia. En aquest ascens al poder, va resultar decisiu el viatge que el 1987 havia fet a Kosovo, i on el 24 d'abril va atendre les queixes de la minoria sèrbia utilitzant un discurs nacionalista radicalitzat, que contrastava amb el perfil tecnòcrata que com a militant comunista havia tingut fins aleshores. Va tornar a Kosovo dos anys més tard, en la commemmoració del sis-cents aniversari de la batalla de Kosovo Polje, i el 28 de juny va confirmar el gir nacionalista del seu discurs davant desenes de milers de manifestants.
Ja poc després de la seva arribada al poder a finals dels anys 80, ja s'havia començat a especular del perill que suposava per al futur de Iugoslàvia l'actitud de Milošević i l'important amenaça que la federació Iugoslava acabés trencant-se en diversos països enfrontats entre sí o que Milošević acabés governant amb una dictadura militar amb una fort repressió ètnica als no-serbis. A principis de 1990, li va arribar la intenció de declarar la guerra..

## Guerra dels Balcans
La política de nacionalisme radical de Milošević provocà la desintegració de l'antiga Iugoslàvia. L'Acord de Karađorđevo és un suposat pacte secret entre el president croat Franjo Tuđman i el president serbi Slobodan Milošević, després de les trobades que ambdós van mantenir a partir del març de 1991, i segons el qual haurien dissenyat la redistribució dels territoris de Bòsnia i Hercegovina entre Croàcia i Sèrbia, en detriment dels bosnians musulmans. Després de les reunions, Milošević, en un discurs a Belgrad, va donar a conèixer els seus plans per a la incorporació d'una important àrea de Croàcia (la República Sèrbia de Krajina) en la nova Iugoslàvia, fet que xocava frontalment amb les aspiracions croates, i va donar lloc a l'inici de les hostilitats i el començament de la Guerra de Iugoslàvia, que s'inicià la primavera de 1992. Els serbis van entrar en territori bosni amb la finalitat de dividir aquesta república i annexionar a Sèrbia grans extensions aplicant una política de neteja ètnica. Així, Milošević promocionava una Gran Sèrbia on no hi tenien cabuda els bosnis catòlics ni els bosnis musulmans. La neteja ètnica de Milošević provocà innombrables morts, milers de desplaçats i greus atemptats als Drets Humans. En aquesta guerra també s'hi va veure involucrada Croàcia. Se'l va acusar d'haver negociat directament amb Franjo Tuđman la divisió de Bòsnia i Hercegovina entre Croàcia i Sèrbia.
El 1995, Milosević va signar conjuntament amb els presidents de Bòsnia i Hercegovina i Croàcia els Acords de Dayton, aconseguint el 49% del territori bosnià que va ser ocupada per un elevat percentatge de població sèrbia (un 33% aproximadament).
Milošević continuà la seva política nacionalista i el 1999 expulsà els albanesos musulmans de la província autònoma de Kosovo. Aquest fet provocà el desplaçament de milers de albano-kosovars, innumerables morts i una tornada a la violació dels Drets Humans. L'OTAN reaccionà assetjant Belgrad durant quatre mesos. En aquest moment el Tribunal Penal Internacional per a l'antiga Iugoslàvia ja el volia processar per crims de guerra a l'antiga Iugoslàvia com el genocidi i atemptats greus contra el Drets Humans. A pesar del setge, Milošević va romandre al poder i va fer canvis substancials a la Constitució sèrbia per a poder continuar la seva tasca com a president.
L'any següent, el 5 d'octubre de 2000, Milošević va perdre les eleccions a la presidència de Sèrbia. No acceptà aquesta derrota i feu que el Tribunal Constitucional anul·lés les eleccions. L'endemà, el poble serbi es revoltà i a la capital, Belgrad, milers de persones que es manifestaven en contra d'aquesta anul·lació van assaltar el Parlament Serbi, destruint-lo. Caigut Milošević, pujà al poder provisionalment Vojislav Koštunica. Negociant ajudes internacionals, Milošević va ser entregat vuit mesos després del seu fracàs electoral al Tribunal Internacional com a moneda de canvi perquè així Sèrbia aconseguís ajuda i per poder millorar la seva imatge internacional. El 29 de juny de 2001, Milošević ingressava en una presó de La Haia, ciutat on va ser processat en un judici per genocidi que no va tenir veredicte degut a la seva mort sobtada l'any 2006.

## Judici

### Acusació
El TPII acusava a Milošević d'haver practicat crims contra la humanitat basant-se en l'article V del seu Estatut: "deportació, assassinat i persecució per motius polítics i religiosos". Una altra acusació d'assassinat va ser feta basant-se en l'article 3 de la Convenció de Ginebra.
Els càrrecs que se li imputaven van ser, per tant, la seva responsabilitat directa en l'execució de com a mínim 340 kosovars, i de la deportació de 740.000 més (quasi una tercera part de la població albanesa de la regió iugoslava) entre l'1 de gener i el 20 de juny de 1999. També se l'acusà de la instigació i planificació de les operacions de neteja ètnica a Kosovo. Els fets imputats eren constitutius d'uns delictes de crims de guerra i crims contra la humanitat. Els càrrecs, actualitzats el 29 de juny de 2001, demostraven més de 500 albanesos morts en massacres portades a terme a diferents pobles.
Segons l'ONU: 
| « | Entre el gener de 1999 i el 20 de juny de 1999, Slobodan Milosevic (...) va planejar, instigar, ordenar, cometre i d'alguna manera induir una campanya de terror i violència contra els albanesos que vivien a Kosovo, dins la República Federal de Iugoslàvia. L'objectiu era desplaçar a una part de la població albanesa de Kosovo i així assegurar el control serbi de la província. | » |

El sumari de l'acusació va ser ampliat per Carla Del Ponte amb l'acusació de genocidi, el càrrec més greu del tribunal, amb relació a les atrocitats comeses a Croàcia, Bòsnia i la mateixa Kosovo des de 1991.

### Defensa
Milošević no va acceptar ser representat per cap advocat i va portar a terme la seva pròpia defensa davant del TPII. Tan sols va acceptar la presència dels seus quatre advocats com a “assessors legals”. Va negar la legitimitat del Tribunal per processar-lo i va qualificar la seva compareixença de maniobra per justificar els crims comesos per l'OTAN contra Iugoslàvia.
L'expresident va imputar els dirigents occidentals que van decidir la campanya bèl·lica de l'OTAN als delictes de crims de guerra, crims de lesa humanitat i genocidi; i a replicar els testimonis d'atacs deliberats de les forces sèrbies contra la població kosovar amb material gràfic que mostrava els impactes de les bombes de l'OTAN caigudes sobre assentaments de refugiats.

### Fi del judici
La culpabilitat o innocència de Milošević mai va poder ser establerta pel TPII. L'11 de març del 2006, Milošević va ser trobat mort en el centre de detenció del Tribunal Penal a Scheveningen, La Haia. La mort va causar alguna polèmica, ja que el seu advocat va declarar que Milošević sospitava la nit abans de morir que estava essent emmetzinat i va demanar que es portés a terme una autòpsia a Rússia. Al final, però, el Partit Socialista de la República Sèrbia va anunciar que havia estat provocada per causes naturals. El 14 de gener el President de la Cambra del TPII, Patrick Robinson, va declarar tancat el judici per defunció de l'encausat.
Això no obstant, no es pot negar que el judici de Milošević davant del TPII va ser un marc important per la història de la Justícia Internacional des dels judicis de Nuremberg i de Tòquio. Milošević va ser el primer Cap d'Estat a ser oficialment acusat per un Tribunal Internacional.

## Mort
Milošević va ser trobat mort en la seva cel·la l'11 de març de 2006, en el centre de detenció del tribunal penal a Scheveningen, a la ciutat neerlandesa de La Haia. Un oficial de l'oficina de la fiscalia va dir que havia sigut trobat mort a les 10 del matí del dissabte. El Tribunal Penal Internacional per a l'antiga Iugoslàvia va dir que patia del cor i que la seva pressió sanguínia era més alta que la normal. S'esperava que el seu judici es reprengués el 14 de març d'aquell mateix any, amb el testimoni de l'expresident de Montenegro, Momir Bulatović.
L'informe final de la investigació va concloure que Milošević va morir per causes naturals, descartant la presència de cap substància que pogués desencadenar un problema del cor.

### Enterrament

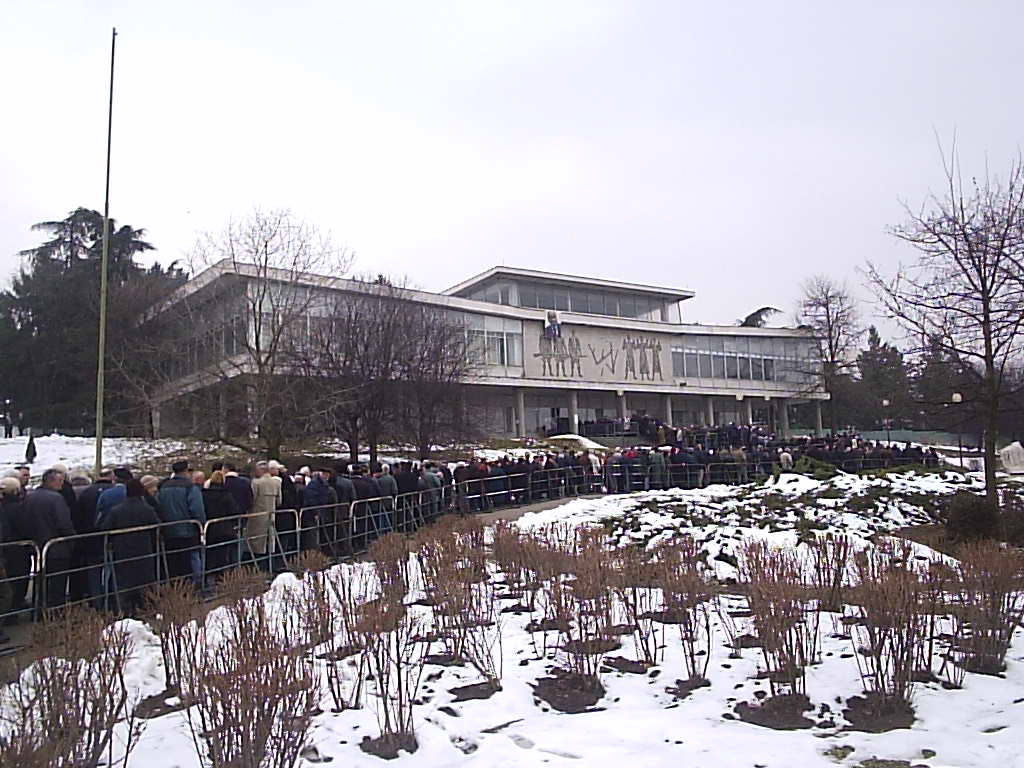
Funeral de Milošević: una multitud de serbis està esperant per retre un homenatge a Milošević en el seu domicili de Belgrad.

Va ser enterrat el 18 de març de 2006 en el jardí de la casa familiar en la seva ciutat natal, Požarevac, després de rebre un homenatge a l'avinguda central de la localitat. Va ser enterrat juntament amb l'arbre on s'explica que en la seva adolescència va jurar amor amb la seva dona, Mirjana Marković. La seva làpida de marbre blanc i gris porta escrit en or: Slobodan Milošević - 1941-2006.
L'enterrament, que va tenir caràcter familiar segons les directrius impartides pel govern serbi, va congregar dirigents del Partit Socialista de Sèrbia, alts càrrecs del govern de Milošević, militars que havien servit en les Guerres de Iugoslàvia, i molta gent vinguda de tots els racons de Sèrbia i les regions sèrbies de Bòsnia i Hercegovina. La seva família no va poder assistir en no tenir permesa l'entrada al país.

### Debat sobre la seva mort
L'advocat de Milošević, Zdenko Tomanović, va mostrar a la televisió una còpia d'una carta manuscrita de Milošević suposadament al ministre d'exteriors rus, Serguei Lavrov. En aquesta carta, va demanar auxili en haver descobert, segons ell, una conspiració per assassinar-lo.
Lavrov va recordar que Milošević havia demanat ser traslladat a Moscou per ser sotmès a un tractament mèdic, però el tribunal va denagar la petició:
Segons el diari britànic The Observer, la mort de Milošević va ser un cop dur al tribunal i per a aquells que volien establir un registre històric autoritatiu per a les guerres dels Balcans.